# Anàlisi matemàtica

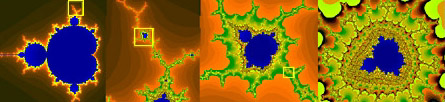
L'estudi del conjunt de Mandelbrot, que és un objecte fractal amb autosimilars estadístics, involucra diverses àrees de l'anàlisi matemàtica, l'anàlisi de la convergència, la teoria de la mesura, la geometria i la teoria de la probabilitat i l'estadística

L'anàlisi matemàtica, o simplement anàlisi (del grec ανάλυσις análysis, 'solució', ἀναλύειν analýein, 'resoldre'), és la branca de les matemàtiques que té per objecte l'estudi les relacions de dependència d'una variable respecte d'una altra, és a dir, les funcions. És d'especial interès l'estudi de les funcions contínues, en les quals a petites variacions de la variable independent corresponen variacions arbitràriament petites de la variable funció. L'anàlisi matemàtica inclou els conceptes de límit i continuïtat, sèries numèriques, diferenciació, integració, teoria de la mesura, aproximació de funcions, i en general totes les qüestions relatives als conceptes de límit i convergència, estudiats en el context dels nombres reals i complexos i de les seves funcions.
L'anàlisi tingué els seus inicis en el càlcul infinitesimal, nom que actualment s'aplica als conceptes i tècniques més elementals de l'anàlisi (successions i sèries numèriques, límits, derivació i integració de funcions d'una o diverses variables reals, sèries de potències). El rigor i l'abstracció creixents de les matemàtiques han portat l'anàlisi més enllà de l'àmbit de les funcions d'una o diverses variables, i segons quins conceptes es poden estudiar en espais vectorials més generals, com ara els espais de Banach o de Hilbert, o espais on hi hagi un concepte de proximitat, com ara els espais mètrics o topològics.

## Història

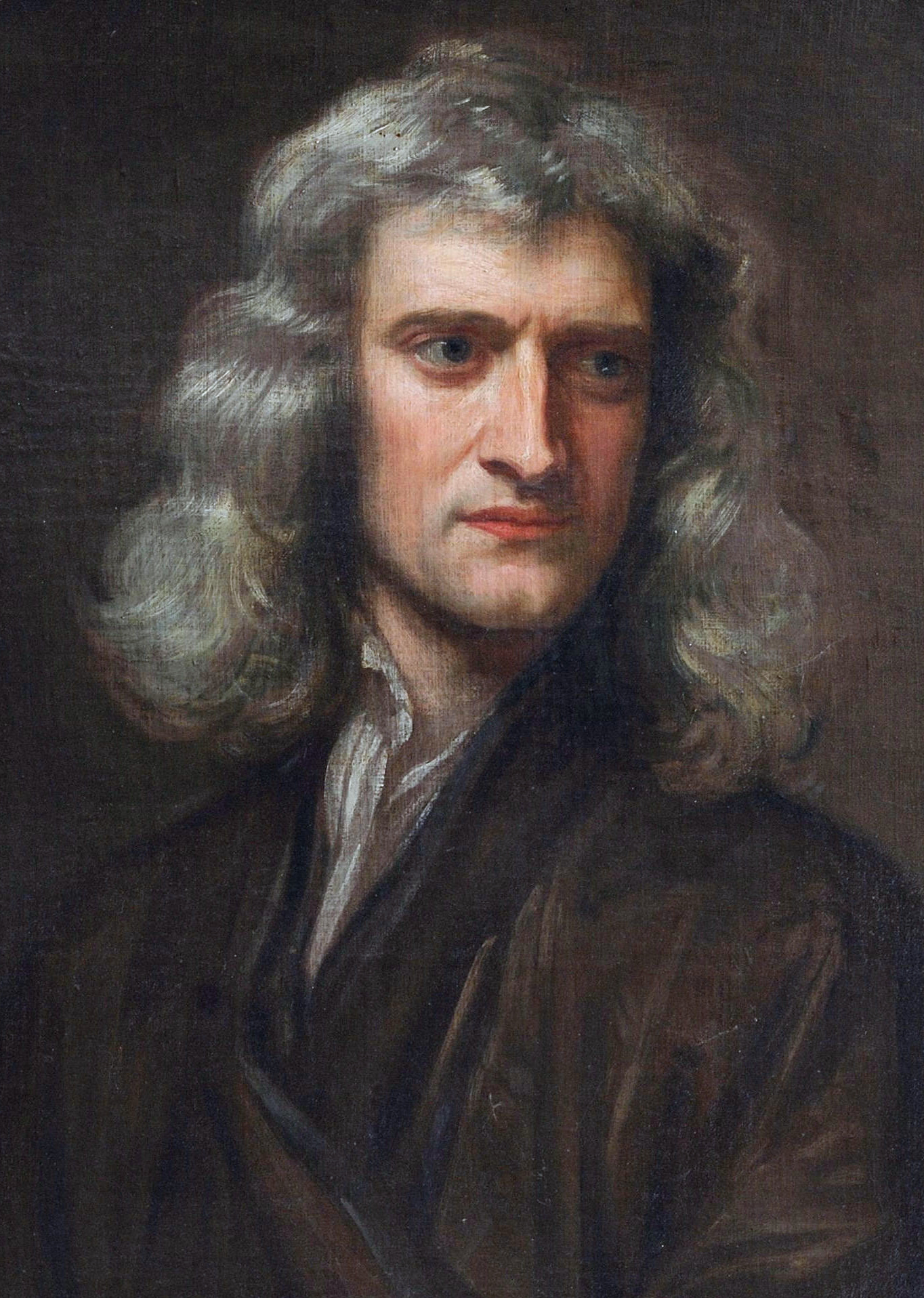
Isaac Newton, en un retrat realitzat per Godfrey Kneller el 1689

Els matemàtics grecs a l'antiguitat i els hindús a l'edat mitjana es varen interessar en l'infinitesimal i van obtenir resultats prou interessants, però molt fragmentaris. Per raons històriques, els seus successors immediats no varen poder continuar aquests treballs. Els primers resultats en l'anàlisi aparegueren de manera implícita en els primers temps de la matemàtica de l'antiga Grècia. Per exemple, apareix de manera implícita una suma geomètrica infinita en la paradoxa de Zenó de la dicotomia. Més tard, matemàtics grecs com Èudox i Arquimedes varen fer ús dels conceptes de límit i convergència de manera més explícita però també més informal, quan van fer servir el mètode d'esgotament per a calcular l'àrea i el volum de regions i sòlids. A l'Índia, el matemàtic del segle xii Bhaskara II va donar exemples de la derivada que s'utilitzarien el segle xvii per Michel Rolle per a fer el seu teorema de Rolle.
L'anàlisi moderna, però, es va establir al segle xvii amb el càlcul infinitesimal de Newton i de Leibniz. Independentment, els dos científics van desenvolupar el concepte de funció i derivada. Els conceptes que Newton feia servir eren el de fluxió i fluent. En el cas de la derivació, es tractava de trobar una fluxió (derivada) a un determinat fluent (funció). Mentre que en el cas integral, Newton parlava de fluxió (funció) i fluent (integral).
Newton havia descobert els principis del seu càlcul diferencial i integral cap al 1665-1666, i l'any 1669 va fer arribar a John Collins el seu Analysis per aequationes numero terminorum infinitas. Per a Newton, aquest manuscrit representa la introducció a un potent mètode general, que desenvoluparà al llarg del decenni següent: el seu càlcul diferencial i integral, uns treballs que va completar el 1704.
Mentrestant, Leibniz havia començat a publicar els seus mètodes a partir del 1684. Amb Leibniz, hi treballava un cercle de científics destacats, entre ells, els germans Jakob i Johann Bernoulli i el marquès de l'Hôpital. El 1696, L'Hôpital va escriure el seu primer llibre d'anàlisi, Analyse des Infinement Petites, un concepte que donarà nom a aquesta nova branca de les matemàtiques.
En aquella època, els temes d'anàlisi tal com el càlcul infinitesimal, les equacions diferencials, les equacions en derivades parcials, l'anàlisi de Fourier i les seves funcions eren desenvolupats principalment en els treballs aplicats. Les tècniques de càlcul infinitesimal eren utilitzades amb èxit per tal d'aproximar problemes discrets, cap a problemes del continu.

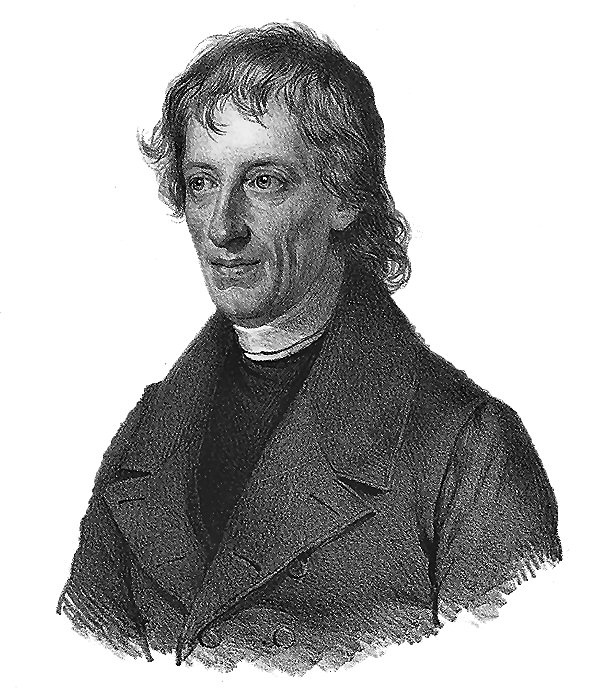
Bernard Bolzano, matemàtic, teòleg, filòsof txec, impulsà l'anàlisi real a començaments del segle XIX

Al segle xviii, la definició de funció va ser objecte de debat entre els matemàtics, a partir de la introducció d'aquest concepte per part d'Euler. Euler, igual que els germans Bernoulli, va aplicar intensament el càlcul infinitesimal, explorant amb més audàcia que rigor les conseqüències d'aquesta nova teoria matemàtica.
Mentre que algunes de les demostracions d'Euler no són acceptables per les modernes normes de rigor matemàtic, les seves idees varen comportar grans avenços.
Euler és molt conegut en l'anàlisi matemàtica pel seu ús freqüent i el desenvolupament fet de la sèrie de potències enteres, l'expressió de funcions com a suma d'un nombre infinit de termes, com ara:
{\displaystyle e^{x}=\sum _{n=0}^{\infty }{x^{n} \over n!}=\lim _{n\to \infty }\left({\frac {1}{0!}}+{\frac {x}{1!}}+{\frac {x^{2}}{2!}}+\cdots +{\frac {x^{n}}{n!}}\right).}
Posteriorment, Bernard Bolzano (1781-1848) fou un dels pioners en l'estudi de la continuïtat de les funcions. Va aportar la definició que "{\displaystyle f(x)} és contínua si {\displaystyle f(x+w)-f(x)} pot ser tant petit com es vulgui prenent {\displaystyle w} prou petit". També va provar l'existència de suprem per a un conjunt fitat pel mètode de subdivisió d'intervals.
Lagrange (1736-1813) va donar l'expressió del residu de Taylor que porta el seu nom i va plantejar la necessitat de considerar la convergència de la sèrie infinita i, posteriorment, Cauchy va establir la necessitat que el residu de Taylor tendeixi a zero perquè la sèrie infinita sigui convergent.

A partir del segle xix, es fa un gir en el tractament rigorós de les matemàtiques, donant més importància a les definicions i demostracions més curoses. Un dels impulsors d'aquest moviment va ser Cauchy, el primer a donar uns fonaments lògics estrictes del càlcul diferencial introduint el concepte de successió de Cauchy. Havia partit de la idea de límit de Newton i de Jean le Rond d'Alembert per fer-la més precisa, definint el límit com:
| « | Quan els valors successius atribuïts a una variable tendeixen indefinidament a un valor fix, de manera que al final difereixen d'aquest tan poc com es desitgi, una mesura anomenada límit de la resta. | » |

I també fou en aquesta època que s'inicià la teoria formal de l'anàlisi complexa. Poisson, Liouville, Fourier i d'altres estudiaren les equacions en derivades parcials i l'anàlisi harmònica.
L'anàlisi real va començar a emergir com una assignatura independent quan, el 1816, Bernard Bolzano (1781-1848) va introduir la definició moderna de la continuïtat.
A mitjans del segle xix, Riemann va introduir la seva teoria de la integració: la integral de Riemann. Durant l'últim terç del segle xix, l'anàlisi es va veure aritmetitzada per Karl Weierstrass, que opinava que els raonaments geomètrics eren en si mateixos tramposos i introduí també la definició {\displaystyle ''\epsilon \delta ''} dels límits. Després, els matemàtics començaren a inquietar-se pel fet de no tenir prova de l'existència de continu dels nombres reals. Fins que Richard Dedekind va construir els nombres reals amb els talls de Dedekind. Al mateix temps, els intents per a afinar els teoremes de la integral de Riemann han portat a l'estudi de la mida dels conjunts discontinus de les funcions reals.
A mitjan segle xix, Eduard Heine (1821-1881) va descriure la noció de continuïtat uniforme i va provar que tota funció contínua en un interval tancat és uniformement contínua.
A més, "monstres" (funcions no contínues en cap punt, funcions contínues però no derivables en cap punt, corbes de farciment de l'espai) començaren a ser descrites. En aquest context, Jordan va desenvolupar la seva teoria sobre la mesura. Cantor va desenvolupar el que actualment s'anomena la teoria ingènua dels conjunts. A principis del segle xx, el càlcul infinitesimal es formalitza per la teoria axiomàtica dels conjunts. Lebesgue va solucionar el problema de la mesura, i Hilbert introduí els espais de Hilbert per solucionar les equacions integrals. La idea de l'espai vectorial normat era força estudiada als anys 1920 i Stefan Banach va crear l'anàlisi funcional.

## Subdivisions

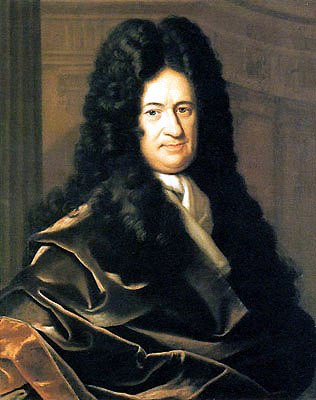
Gottfried Wilhelm Leibniz

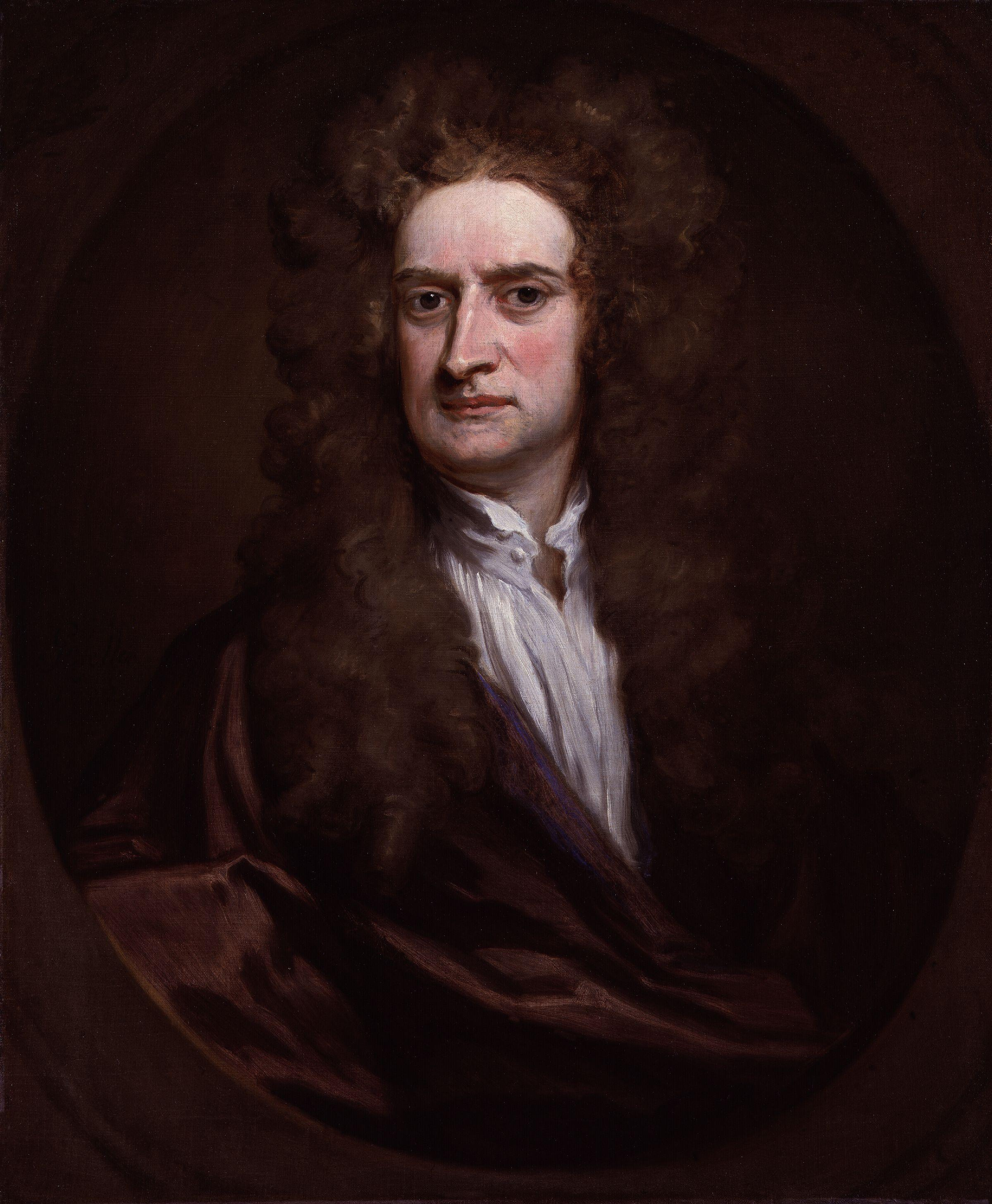
Isaac Newton

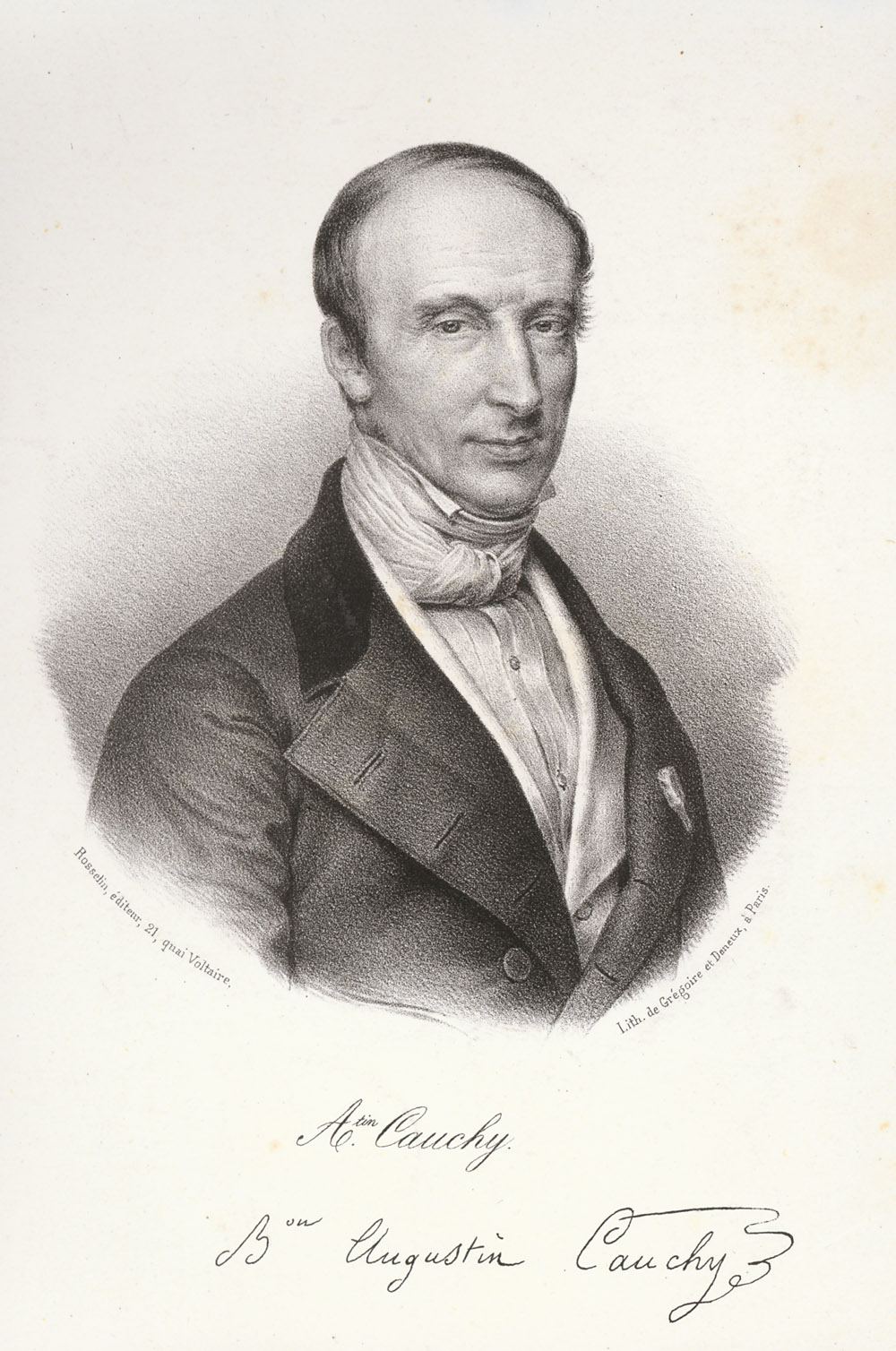
Augustin-Louis Cauchy

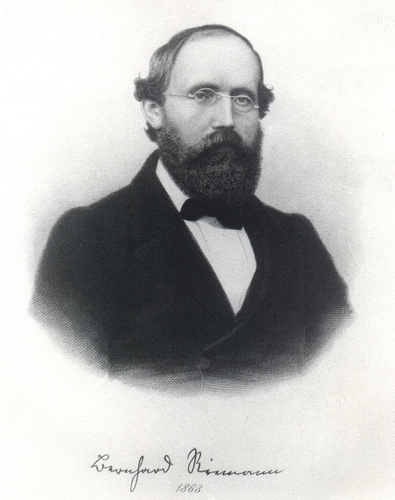
Bernhard Riemann

L'anàlisi ha evolucionat en una disciplina molt general, i de vegades difícil de segmentar. A més de l'anàlisi diferencial i de l'anàlisi integral, l'anàlisi matemàtica comprèn més àmbits, com ara la teoria d'equacions diferencials ordinàries i en derivades parcials, el càlcul de variacions, el càlcul vectorial, la teoria de la mesura, el càlcul integral i l'anàlisi funcional.
L'anàlisi complexa també té arrels en l'anàlisi matemàtica. Així, hom pot preguntar-se quines funcions compleixen les equacions de Cauchy-Riemann en termes de la teoria d'equacions diferencials.
Segons l'opinió de cadascú, també es poden considerar com a disciplines separades l'anàlisi harmònica, la geometria diferencial, la topologia diferencial, l'anàlisi global, la teoria analítica de nombres, l'anàlisi no estàndard, la teoria de la distribució i l'anàlisi microlocal.

### Anàlisi real unidimensional
Se centra en l'estudi rigorós i formal de les derivades i integrals de funcions amb valors reals. Inclou l'estudi dels límits, de les sèries potencials i de les mesures.

#### Càlcul diferencial
Per a una funció lineal (o recta)
{\displaystyle g(x)=mx+c}
hom anomena m el pendent i c l'ordenada del punt d'intersecció de la recta amb l'eix y. Si hom coneix només dos punts {\displaystyle (x_{0},y_{0})} i {\displaystyle (x_{1},y_{1})} d'una recta, hom pot calcular-ne el pendent mitjançant
{\displaystyle m={\frac {y_{1}-y_{0}}{x_{1}-x_{0}}}.}
Per a funcions no lineals, com ara {\displaystyle f(x)=x^{2}}, no es pot calcular el pendent d'aquesta manera, ja que aquestes funcions descriuen corbes i, per tant, no són rectes. Tot i això, hom pot definir una recta tangent en cada punt {\displaystyle (x_{0},f(x_{0}))}. Ara la pregunta és: com es pot calcular el pendent d'una recta tangent al punt {\displaystyle x_{0}}? Si escollim un altre punt {\displaystyle x_{1}} a prop de {\displaystyle x_{0}} i considerem la recta que passa pels punts {\displaystyle (x_{0},f(x_{0}))} i {\displaystyle (x_{1},f(x_{1}))}, llavors podem considerar que el pendent d'aquesta recta secant és proper al pendent de la tangent. El pendent de la secant és:
{\displaystyle m={\frac {f(x_{1})-f(x_{0})}{x_{1}-x_{0}}}.}
Hom anomena aquests quocients coeficients diferencials o taxa mitjana de canvi. Si ara aproximem el punt {\displaystyle x_{1}} al punt {\displaystyle x_{0}}, obtenim en el límit el pendent de la recta tangent a {\displaystyle x_{0}}. Escrivim:
{\displaystyle f'(x_{0})=\lim _{x\rightarrow x_{0}}{\frac {f(x)-f(x_{0})}{x-x_{0}}}}
i hom anomena aquesta expressió la derivada de f en {\displaystyle x_{0}}. L'expressió {\displaystyle \lim _{x\rightarrow x_{0}}} significa que x s'aproxima tant com vulguem a {\displaystyle x_{0}}, és a dir, que la distància entre x i {\displaystyle x_{0}} pot ser arbitràriament petita. Diem també que "x tendeix a {\displaystyle x_{0}}". El símbol {\displaystyle \lim } significa límit d'una successió.
{\displaystyle f^{\prime }(x_{0})} és el límit del coeficient diferencial.
També hi ha casos en què aquest límit no existeix. Això motiva el concepte de derivabilitat: una funció f és derivable en el punt {\displaystyle x_{0}} quan existeix el límit {\displaystyle \lim _{x\rightarrow x_{0}}{\frac {f(x)-f(x_{0})}{x-x_{0}}}}.

#### Càlcul integral
Intuïtivament, el càlcul integral s'ocupa del càlcul de superfícies que queden per sota dels gràfics de les funcions. Aquesta superfície es pot calcular com un sumatori de les àrees parcials i després prenent-ne el límit.
{\displaystyle \int _{a}^{b}f(x)\,\mathrm {d} x:=\lim _{n\to \infty }{\frac {b-a}{n}}\sum _{i=0}^{n-1}f\left(a+i{\frac {b-a}{n}}\right).}
En determinades condicions, la successió anterior convergeix (per exemple, quan la funció f és contínua). Aquesta interpretació intuïtiva (aproximacions mitjançant sumes superiors i inferiors) correspon a l'anomenada integral de Riemann.
En l'anomenada anàlisi superior s'estudien altres conceptes d'integral, com ara la integral de Lebesgue.

#### Teorema fonamental del càlcul
El càlcul diferencial i el càlcul integral es relacionen sent "l'un l'invers de l'altre", segons el teorema fonamental del càlcul.
Si f és una funció real contínua en un interval compacte {\displaystyle [a,b]}, llavors es té, per tot {\displaystyle x\in (a,b)}:
{\displaystyle {\mathrm {d}  \over \mathrm {d} x}\left(\int _{a}^{x}f({\bar {x}})\mathrm {d} {\bar {x}}\right)=f(x)}
i, si f és alhora contínua i derivable en {\displaystyle (a,b)},
{\displaystyle \int _{a}^{x}\left({\mathrm {d}  \over \mathrm {d} {\bar {x}}}f({\bar {x}})\right)\mathrm {d} {\bar {x}}=f(x)-f(a).}
Per tant, es pot considerar la integral indefinida com el conjunt de funcions primitives de {\displaystyle f}, cosa que se simbolitza per
{\displaystyle \textstyle \int f(x)\mathrm {d} x}.

### Anàlisi real multidimensional

Exemple d'una funció multidimensional: f(x,y) = y ·sin x²

Molts llibres de text diferencien entre anàlisi en una variable i anàlisi en diverses variables. Aquesta distinció no afecta els conceptes bàsics, sinó que manifesta la gran diversitat que es dona en el cas multidimensional. L'anàlisi multidimensional estudia les funcions {\displaystyle \textstyle f:D\subseteq \mathbb {R} ^{m}\to \mathbb {R} ^{n}} de diverses variables reals, que hom representa sovint com a vectors o n-tuples.
Els conceptes de norma (com a generalització de la longitud d'un vector), convergència, continuïtat i límit tenen també conceptes anàlegs en càlcul multidimensional.
Alguns conceptes importants en el càlcul multidimensional són la derivada direccional i la derivada parcial. El teorema de Schwarz (també anomenat teorema de Clairaut) caracteritza quan es pot intercanviar l'ordre de les derivades parcials o de les derivades direccionals. A més, estableix el concepte del diferencial total. Hom pot interpretar aquest concepte com l'aproximació local per a una aplicació lineal en un punt d'una funció multidimensional, i és l'anàleg en diverses dimensions de la derivada (unidimensional). El teorema de la funció implícita sobre la resolució local d'equacions implícites és un resultat important, i es pot veure com un resultat fonamental de la geometria diferencial.
En l'anàlisi multidimensional, existeixen diversos conceptes d'integració, com ara la integral curvilínia, la integral de superfície i la integral de volum. Tot i això, des d'un punt de vista abstracte de l'anàlisi vectorial, aquests tres conceptes no es diferencien substancialment. Per a resoldre aquestes integrals, hom utilitza la tècnica de la integració per canvi de variable i el teorema de Fubini, que permet calcular de manera iterada les integrals en n dimensions. També són importants alguns resultats com el teorema de Gauss (o teorema de la divergència), el teorema de Green o el teorema de Stokes. Es poden considerar com una generalització del teorema fonamental del càlcul diferencial i el càlcul integral.

### Anàlisi funcional
L'anàlisi funcional és un dels camps més importants de l'anàlisi; estudia els espais de funcions i introdueix conceptes tals com els espais de Banach i els espais de Hilbert.
La idea determinant en el desenvolupament de l'anàlisi funcional va ser la creació d'una teoria independent de coordenades i dimensions. Això va comportar no sols un avenç formal, sinó que també va possibilitar la investigació de les funcions sobre espais vectorials topològics de dimensió infinita. En aquesta disciplina, no sols s'interrelacionen l'anàlisi real i la topologia, sinó que també tenen un paper fonamental els mètodes de l'àlgebra.
A partir de resultats importants de l'anàlisi funcional com el teorema de Fréchet-Riesz, es desprenen alguns mètodes centrals per a la teoria d'equacions en derivades parcials. Per aquest motiu, l'anàlisi funcional, i en especial quan es combina amb la teoria espectral, es converteix en un marc de referència apropiat per a la formulació matemàtica de la mecànica quàntica i les teories al seu voltant.

### Teoria d'equacions diferencials
Una equació diferencial és una equació que implica una funció desconeguda i les seves derivades. Si les derivades de la funció són ordinàries, hom diu que es tracta d'una equació diferencial ordinària. N'és un exemple l'equació diferencial:
{\displaystyle y''(t)+\omega _{0}^{2}y(t)=0}
de l'oscil·lador harmònic. Hom parla d'equació en derivades parcials quan en l'equació diferencial intervenen derivades parcials. N'és un exemple l'equació de Laplace:
{\displaystyle \Delta u(x)=0}.
L'objectiu de la teoria d'equacions diferencials és trobar solucions, mètodes de resolució i altres propietats sobre aquestes equacions. Per al cas de les equacions diferencials ordinàries, es va desenvolupar una teoria global, amb la qual és possible donar solucions a determinades equacions, posat que existeixin. Com que les equacions en derivades parcials tenen una estructura més complexa, existeixen unes poques teories que hom pot aplicar a una gran classe d'equacions en derivades parcials. Per això, hom estudia (en el cas de les equacions en derivades parcials) només uns tipus determinats d'equacions. La teoria de la distribució i l'anàlisi microlocal estudien les solucions i propietats d'aquestes equacions, juntament amb l'anàlisi complexa. De tota manera, hi ha una gran varietat d'equacions en derivades parcials per les quals se'n té poca informació sobre l'estructura de les solucions. Un exemple important en el camp de la física, que il·lustra aquesta complexitat, és el sistema d'equacions de Navier-Stokes. Per a aquest problema i per d'altres, hom investiga la manera de trobar solucions aproximades mitjançant l'anàlisi numèrica.

### Anàlisi complexa
En contraposició a l'anàlisi real, que només tracta funcions de variables reals, en l'anàlisi complexa s'estudien funcions de variable complexa. L'anàlisi complexa s'ha diferenciat de l'anàlisi real per haver desenvolupat mètodes i teoremes propis. Tot i això, alguns fenòmens de l'anàlisi real s'expliquen mitjançant l'anàlisi complexa. Sovint, el fet de portar les qüestions de l'anàlisi real al camp de l'anàlisi complexa pot simplificar el problema.

### Anàlisi harmònica
L'anàlisi harmònica estudia les sèries de Fourier i les seves abstraccions.

### Anàlisi no estàndard
L'anàlisi no estàndard estudia els nombres hiperreals i les seves funcions.